# Bedřich z Talenberka
Bedřich (Fridrich) z Talmberka (též Talenberka, Thalenberka) na Vlašimi (pol. 16. stol. – 13. října 1643) byl český šlechtic z rodu pánů z Talmberka.

## Život
Narodil se jako syn Jiřího z Talmberka († 1623) a jeho první manželky Alžběty (či Elišky) z Lobkovic.
Zastával úřad prezidenta apelačního soudu jako poslední před Bílou horou. Přísahu složil 21. října 1616 a v úřadě setrval i po bitvě na Bílé hoře (v době druhého stavovského povstání tuto funkci nezastával). 
Zasedal také ve vyšetřovací císařské komisi nad zatčenými povstalci, 19. června 1621 byl přítomen čtení rozsudků nad obžalovanými a o dva dny později i samotné popravě 27 českých pánů. Byl velmi obávaný, nemilosrdně pronásledoval nekatolické rebely natolik bezohledným způsobem, že proti sobě popudil dokonce i některé katolíky. 
Roku 1621 půjčil císaři peníze, které se mu vrátily v podobě velkého množství získaných statků. Roku 1627 se stal přísedícím reformačního soudu ve věcech náboženských. 
Po dvacetisedmileté službě jako prezident rady nad apelacemi byl za své horlivé vyšetřovací služby po bitvě na Bílé hoře jmenován roku 1625 nejvyšším zemským komorníkem a v roce 1638 nejvyšším zemským hofmistrem.
Zemřel 13. října roku 1643 a byl pochován v pražské Loretě na Hradčanech.

### Majetek
O majetku Bedřicha z Talenberka vypovídá jeho poslední vůle sepsaná 27. srpna 1643, v níž jsou oba jeho synové jmenováni univerzálními dědici. Staršímu synu Františku Vilémovi odkázal panství Hrazené Rataje, statek Nemyšl a dva pražské domy; dům v Kaprové ulici na Starém Městě a dům na Malé Straně v Lázeňské ulici, mezi lázní a kostelem Panny Marie. Mladší syn Jan Arnošt získal odkazem Vlašim, Domašín, Spálený Tehov, Zdislavice a spáleniště Statenice, k tomu dům na Hradčanech.
- statek Nemyšl zdědil po otci[2]
- panství Vlašimské, Domašínské a Věžníky, zkonfiskované Janu Vostrovci z Kralovic, koupil 30. června 1622 za 60 000 kop míšeňských[5]
- statek Zdislavický koupil roku 1627 od Oktaviána ze Vchynic a Tetova[5]
- statek Tehov, zcela vypálený vojskem, koupil roku 1627 za 4 258 kop a 40 grošů[6]
- panství Hrazené Rataje koupil 8. května 1636 od Benigny Kateřiny z Lobkowic za 70 000 zlatých[5]

Když mladší syn Jan Arnošt roku 1654 zemřel, získal veškerý majetek František Vilém.

### Rodina
Oženil se s Marií Benignou Popelovou z Lobkowicz z duchcovské větve († 1634, pochována 1. 12. 1634 u Panny Marie Sněžné v Praze), dcerou Jana Václava Popela z Lobkowicz (28. 2. 1561 – 16. 12. 1608) a jeho první manželky (sňatek 10. 2. 1586) Johany Dašické z Barchova (kolem 1560 – 1592). Měli dva syny a jednu dceru:
- František Vilém († 1665), přísedící komorního a manského soudu, císařský rada a  komoří, hejtman Čáslavského kraje, od roku 1640 manžel Uršuly Kateřiny z Pappenheimu, dcery Bedřicha Jindřicha z Pappenheimu,[7] otec Jana Františka Kryštofa a mladšího Rudolfa[2]
- Jan Arnošt († 8. srpna 1654) v době sepsání otcovy poslední vůle ještě nezletilý[2]
- Polyxena Marie († 25. května 1651), dědička panství Duchcov po svém prvním muži Františku Josefu z Lobkovic (* 4. února 1617 † 1642), po jehož smrti byla druhou manželkou Maxmiliána z Valdštejna[4]

Měl také mladšího bratra Jana († 1655), který dědictvím po otci získal Jankov a své panství rozšířil roku 1622 o zkonfiskované Bedřichovice, později o Postupice a Vlčkovice. Po jeho smrti získal veškerý majetek jeho synovec František Vilém.